# 松尾格
松尾 格（まつお いたる、1954年4月23日 - 2015年12月1日）は、日本の元プロ野球選手である。長崎県島原市出身。

## 来歴・人物
海星高等学校では夏の甲子園に2年連続出場。1971年の選手権は控え投手として2回戦に進むが、桐蔭学園の大塚喜代美に完封を喫する。この試合ではリリーフとして甲子園初登板を果たす。翌1972年の選手権はエースとして出場。1回戦で三重・海星高を完封するが、2回戦で明星高に敗退。
1972年ドラフト3位でロッテに入団。しかし一軍では登板機会がなく、1980年限りでロッテを退団。引退後はプロゴルファーとなる。
178センチメートルの恵まれた体格を利して正面から打者と勝負する本格派投手であったが、立ち上がりの制球の悪さに難があった。ストレートの球質は重く低めに伸び、高めでホップしてくる。他にカーブ、スライダーを武器としていた。
2015年に、ガンのため亡くなった。61歳だった

## 詳細情報

### 年度別投手成績
- 一軍公式戦出場なし

### 背番号
- 53 （1973年 - 1980年）